# Бегство от свободы
«Бегство от свободы» (англ. Escape from freedom) — книга немецкого социолога, философа и психоаналитика фрейдомарксистского толка Эриха Фромма, вышедшая в 1941 году. В книге, анализирующей психосоциальные условия становления фашизма и прихода к власти в Германии нацистов, изложены основные положения концепции Фромма, которые получили дальнейшее развитие в более поздних его работах. Именно «Бегство от свободы» принесла широкую известность автору, впоследствии ставшему одним из самых известных представителей Франкфуртской школы.

## Содержание
«„Бегство от свободы“ — это анализ феномена человеческого беспокойства, вызванного распадом средневекового мира, в котором человек, вопреки всем угрозам, чувствовал себя уверенно и безопасно. После столетий борьбы человек сумел создать неслыханное изобилие материальных благ; в одной части мира он создал демократическое общество — и недавно сумел защитить его от новых тоталитарных угроз. Но — как показывает анализ в „Бегстве от свободы“ — современный человек все еще охвачен беспокойством и подвержен соблазну отдать свою свободу всевозможным диктаторам — или потерять ее, превратившись в маленький винтик машины: не в свободного человека, а в хорошо накормленный и хорошо одетый автомат»
В книге «Бегство от свободы» Фромм исследует причины и механизмы, заставляющие человека отказываться от собственной свободы, которая становится для него психологической проблемой. Причиной этому служит чувство неуверенности, тревоги и отчужденности, и в результате человек отказывается от своей индивидуальности, становясь частью огромного механизма и принимая решения под давлением общества. Согласно Фромму, в подобном обществе само человеческое развитие в полноценную личность стоит под вопросом. Особое внимание автор уделяет историческому развитию роли свободы в обществе, отмечая, что понятие свободы как таковой появилось лишь в Средние Века и получило бурное развитие во время и после эпохи Возрождения.
Фромм называет следующие механизмы бегства от свободы:
1. Авторитаризм
2. Деструктивность
3. Конформность автомата

Большую часть книги Фромм также посвящает анализу тоталитарного общества Германии после получения власти Гитлером, настаивая на том, что причинами формирования данного общества стали именно социально-экономические факторы. К экономическим факторам Фромм относит поддержку Гитлера промышленниками, а социальные видит в привлекательности авторитарной фигуры фюрера для представителей среднего класса, которым были присущи схожие черты характера и которые были преисполнены «стремлением подчиняться силе, которая давала некоторую надежду, и в то же время встать над кем-то слабым и бесправным». Любовь, почитание или отождествление с властью определенного человека разрешают ситуацию, сложную для представителей общества. Фромм также объясняет, что данное явление может иметь место в том числе в демократическом обществе, где была навязана некая господствующая мысль.

## Критика и альтернативные точки зрения
Работа «Бегство от свободы» получила неоднозначную реакцию в обществе. С одной стороны, можно было наблюдать положительные отзывы, например, от таких деятелей как Маргарет Мид, Эшли Монтегю или Дуайт Макдональд. В то же время работа подверглась критике со стороны ряда психоаналитиков, таких как Карл Меннингер и Отто Фенихель. Меннингер написал: «В Германии Эрих Фромм был незаурядным социологом. Его книга написана как будто он считает себя психоаналитиком».
Альтернативными изложенным в «Бегстве от свободы» точками зрения можно назвать концепцию Фрейда, считавшего, что характер и действия человека обусловлены, в первую очередь, биологическими причинами, а также Маркса, считавшего, что человек — полностью продукт социума и его действия определяются исключительно социальными условиями, в которых он находится. По факту, в «Бегстве от свободы» Фромм избегает обеих крайностей, в определенном смысле соединяя в себе теории обоих мыслителей. Фромм «признает влияние социальных факторов на поведение человека, но подсознательным мотивам приписывает решающее значение».
Тем не менее, существует обоснованное мнение, что, несмотря на критику Фроммом отдельных положений теории Фрейда, Фромм в своем труде все равно достаточно сильно близок к нему: «…Фромм, подобно Фрейду, ищет движущие силы, побуждающие индивида действовать и давать оценку явлениям, в имманентных чертах личности — чертах, определяющих „эпоху“, а не наоборот».
Помимо прочего, теория Фромма подвергалась критике за формулировку с экзистенциалистской точки зрения, а также за недооценку необходимости адаптации индивидов к обществу еще до попытки его преобразовать. А также за слишком большую глобальность, ограничивающую возможности эмпирического изучения.

## Значение
Согласно некоторым оценкам, книга Фромма «Бегство от свободы» и концепция, изложенная в ней, оказали большое влияние на поколение политологов, социологов, антропологов и клинических психологов, которые были студентами в 1950-е годы.
Основы концепции, изложенной в «Бегстве от свободы» были развиты Фроммом в таких его трудах как «Здоровое общество», «Душа человека», «Анатомия человеческой деструктивности», «Иметь или быть» и других.
В свою очередь, концепции, в совокупности находящиеся в данных работах, стали «новым этапом в развитии психоаналитической философии».